# 中国遠洋海運集団

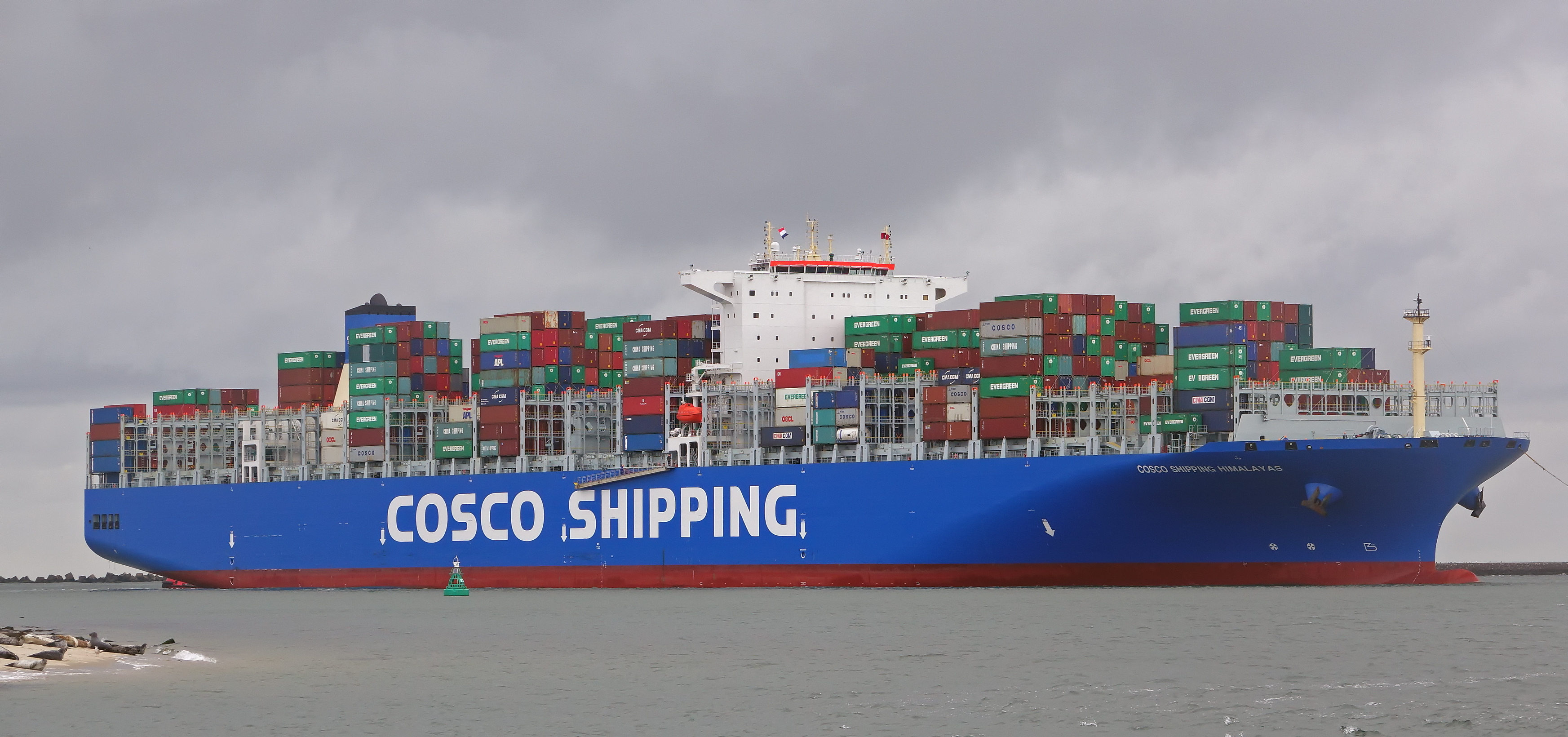
コンテナ船
COSCO SHIPPING HIMALAYAS号

中国遠洋海運集団有限公司（ちゅうごくえんようかいうんしゅうだんゆうげんこうし、英文名称：China COSCO Shipping Corporation Limited、簡体字：中国远洋海运集团有限公司）は、中華人民共和国の国務院国有資産監督管理委員会が持分
の100%を所有する会社（国有独資会社）である。組織形態として持株会社制を採用している。傘下の企業は、海運、物流、リース、造船などを手掛ける、複合企業である。英文略称はCOSCOCS、簡体字略称は中国远洋海运である。
中国海運業界の第1位の「中国遠洋運輸（集団）総公司（COSCO）」と第2位の「中国海運（集団）総公司（CHINA SHIPPING）」が合併し、2016年2月17日に正式発足した会社である。World Maritime Newsによれば、合併完了後に運航する船舶数は832隻、資産価値にして219億米ドルであるとしている。船腹量はドライバルク船が隻数で世界1位、液体タンカーが載貨重量トン数換算で世界1位、コンテナ船がTEU換算で世界4位の規模であるとしている。世界的に輸送用船舶が過剰に供給され、国際運賃価格が低落状態となり、外航海運は厳しい状態に置かれているが、中国はM&Aにより市場統合を行い競争力を強化することで乗り越えられると信じているようだと伝えている。
中華人民共和国が掲げる一帯一路構想の中核企業で、2017年にギリシャのピレウス港湾公社の株式67％を取得するなど、欧州等各地における同構想の重要港とその関連企業に出資して運営を行っている。

## 主なグループ企業
- 中遠海運控股股份有限公司(COSCO SHIPPING Holdings Co., Ltd.)、本社：天津、SEHK:1919、SSE:601919
  - 中遠海運集装箱運輸有限公司(COSCO SHIPPING Lines Co., Ltd.)、本社：上海
  - 中遠海運港口有限公司(COSCO SHIPPING Ports Limited)、本社：香港、SEHK:1199
- 中遠海運散貨運輸有限公司(COSCO SHIPPING Bulk Co., Ltd.)、本社：広州
- 中遠海運能源運輸股份有限公司(COSCO SHIPPING Energy Transportation Co., Ltd.)、本社：上海、SEHK:1138、SSE:600026 
  - 上海中遠海運油品運輸有限公司(COSCO SHIPPING Tanker (Shanghai) Co., Ltd.)
  - 大連中遠海運油品運輸有限公司(COSCO SHIPPING Tanker (Dalian) Co., Ltd.)
  - 上海中遠海運液化天然気投資有限公司(COSCO SHIPPING LNG Investment (Shanghai) Co., Ltd.)
- 中遠海運客運有限公司(COSCO SHIPPING Ferry Co., Ltd.) 、本社：大連
- 厦門遠洋運輸公司(Xiamen Ocean Shipping Company)、本社：厦門
- 中遠海運物流有限公司(COSCO SHIPPING Logistics Co., Ltd.)、本社：北京
- 中遠海運特殊運輸股份有限公司(COSCO SHIPPING Specialized Carriers Co., Ltd.)、本社：上海、SSE:600428
- 中遠海運船務代理有限公司(COSCO SHIPPING Agency Co., Ltd.)、本社：上海
- 中国外輪理貨総公司(China Ocean Shipping Tarry Company)、本社：北京
- 中遠海運発展股份有限公司(COSCO SHIPPING Development Co., Ltd.)、本社：上海、SEHK:2866、SSE:601866
  - 中海集装箱運輸（香港）有限公司(China Shipping Container Lines (Hong Kong) Co., Ltd.)、本社：香港
    - フローレンス資産管理有限公司(Florens Asset Management Company Limited)、本社：香港

  - 中海集団財務有限責任公司(China Shipping Finance Co., Ltd.)、本社：上海
  - 中遠海運租賃有限公司(COSCO SHIPPING Leasing Co., Ltd.)、本社：上海
  - 中海集団投資有限公司(China Shipping Investment Co., Ltd.)、本社：上海
  - 中国国際海運集装箱（集団）股份有限公司(China International Marine Containers (Group) Ltd.)(持分22.76%)、本社：深圳、SEHK:02039、SZSE:000039
- 中遠海運国際（シンガポール）股份有限公司(COSCO SHIPPING International (Singapore) Co., Ltd.)、本社：シンガポール、SGX:COSC
- 中遠海運重工有限公司(COSCO SHIPPING Heavy Industry CO.,LTD.)、本社：上海
  - 中遠船務工程集団有限公司(COSCO Shipyard Group Co., Ltd.)、本社：大連
    - 大連中遠船務工程有限公司(COSCO (Dalian) Shipyard Co., Ltd.)
    - 舟山中遠船務工程有限公司(COSCO (Zhoushan) Shipyard Co., Ltd.)
    - 広東中遠船務工程有限公司(COSCO (Guangdong) Shipyard Co., Ltd.)
    - 中遠船務（啓東）海洋工程有限公司(COSCO (Qidong) Offshore Co.,Ltd.)

  - 中遠造船工業公司(COSCO Shipbuilding Industry Company)、本社：北京
    - 大連中遠川崎船舶工程有限公司(Dalian COSCO KHI Ship Engineering Co., Ltd.)(持分：中遠造船工業36%、川崎重工34%、南通中遠川崎船舶工程30%)
    - 南通中遠川崎船舶工程有限公司(Nangtong COSCO KHI Ship Engineering Co., Ltd.)(持分：中遠造船工業50%、川崎重工50%)
    - 南通中遠重工有限公司(Nantong COSCO Heavy Industry Co., Ltd.)

  - 中海工業有限公司(China Shipping Industry Co., Ltd.)、本社：上海
    - 中海工業(江蘇)有限公司(China Shipping Industry (Jiangsu) Co., Ltd.)
    - 中海工業(上海長興)有限公司(China Shipping Industry (Shanghai Changxing) Co., Ltd.)
    - 中海工業有限公司立新船廠(China Shipping Industry Co., Ltd.; Lixin Shipyard)
    - 中海工業有限公司菠蘿廟船廠(China Shipping Industry Co., Ltd.; Boluomiao Shipyard)
    - 中海工業有限公司荻港船廠(China Shipping Industry Co., Ltd.; Digang Shipyard)
- 中遠海運（香港）有限公司(COSCO SHIPPING (Hong Kong) Co. Ltd.)、本社：香港
  - 中遠海運国際（香港）有限公司(COSCO SHIPPING International (Hong Kong) Co. Ltd.)、本社：香港、SEHK:0517
- 東方国際集装箱

## 不定期船運行業務

### ばら積み船
ばら積み船輸送業務は、中国遠洋海運集団有限公司の子会社の中遠海運散貨運輸有限公司（COSCO SHIPPING Bulk Co., Ltd.）が主要となり行われる。同じく上場子会社の中遠海運国際（シンガポール）股份有限公司（COSCO SHIPPING International (Singapore) Co., Ltd.）も、パナマックスおよびハンディマックスサイズのばら積み船を計10隻運行させている。2017年1月1日現在、中国遠洋海運集団のばら積み船船隊の規模は、載貨重量トン数、隻数のどちらも世界第1位である。
2008年のリーマンショック以降、バルチック海運指数は急落し1,000を挟んだ低落傾向が続いている。リーマンショック直後、中国政府は大幅な財政出動を実施しインフラ整備など需要喚起策を採ったため、ばら積み船の主要貨物である鉄鉱石、石炭の中国向け荷動きが急激に活発になった。急激な増加は長続きせず勢いはすぐに弱まったものの増加は続いた。しかし中国の景気減速に伴い2015年前半に一時鈍化した。その後再び増加に転じている。一隻当たりの載貨重量トン数は競合する日系の海運会社を下回り低い効率となっているが、運行する船のサイズは積み出しや荷揚げ用バースの水深や長さといった港湾施設の能力によって大きく影響を受けることを付記しておく。
| 順位 | 会社名                 | 載貨重量トン数(千DWT) | 隻数 | 千DWT/隻 |
| ---- | ---------------------- | --------------------- | ---- | -------- |
| 1    | 中国遠洋海運集団       | 29,854                | 332  | 89.9     |
| 2    | 日本郵船               | 17,315                | 185  | 93.6     |
| 3    | 川崎汽船               | 14,198                | 120  | 118.3    |
| 4    | 商船三井               | 12,021                | 107  | 112.3    |
| 5    | Pacific Basin Shipping | 3,782                 | 97   | 39.0     |
| 6    | Fredriksen Group       | 10,688                | 96   | 111.3    |
| 7    | 今治造船グループ       | 8,791                 | 90   | 97.7     |
| 8    | 三菱商事グループ       | 7,158                 | 89   | 80.4     |
| 9    | 招商局集団             | 9,173                 | 88   | 104.2    |
| 10   | 慧洋海運集団           | 4,302                 | 88   | 48.9     |
| 11   | 日鮮海運               | 8,097                 | 82   | 98.7     |
| 12   | Oldendorff Carriers    | 7,288                 | 79   | 92.2     |
| 13   | Navios Group           | 7,336                 | 72   | 101.9    |

| サイズ               | 隻数 | 載貨重量トン数(千DWT) | 万DWT/隻 |
| -------------------- | ---- | --------------------- | -------- |
| VLOC                 | 28   | 8,300                 | 29.6     |
| ケープサイズ         | 42   | 7,570                 | 18.0     |
| パナマックス         | 93   | 7,440                 | 8.00     |
| ハンディマックス     | 126  | 6,520                 | 5.17     |
| 内航船のうちの沿海船 | 93   | 4,750                 | 5.11     |

### タンカー
タンカー輸送業務は、中国遠洋海運集団有限公司の子会社の中遠海運能源運輸股份有限公司(COSCO SHIPPING Energy Transportation Co., Ltd.)が行う。上海と大連に拠点を持ち、拠点別に孫会社の上海中遠海運油品運輸有限公司および大連中遠海運油品運輸有限公司を設立し、それらがタンカーを運用している。2017年1月1日現在、中国遠洋海運集団は、タンカー船隊の船腹量が載貨重量トン数で世界第1位である。
| 順位 | 会社名                       | 載貨重量トン数(千DWT) | 隻数 | 千DWT/隻 |
| ---- | ---------------------------- | --------------------- | ---- | -------- |
| 1    | 中国遠洋海運集団             | 15,243                | 117  | 130.3    |
| 2    | 招商局集団                   | 14,608                | 93   | 157.1    |
| 3    | 国営イラン石油会社           | 14,401                | 57   | 252.6    |
| 4    | 商船三井                     | 14,266                | 146  | 97.7     |
| 5    | サウジアラビア国営船社       | 13,051                | 72   | 181.3    |
| 6    | Teekay Corporation           | 12,927                | 98   | 131.9    |
| 7    | Euronav NV                   | 12,536                | 50   | 250.7    |
| 8    | SCF Group                    | 12,096                | 126  | 96.0     |
| 9    | 日本郵船                     | 11,297                | 87   | 129.9    |
| 10   | Angelicoussis Shipping Group | 10,565                | 38   | 278.0    |
| 11   | ペトロナス                   | 9,711                 | 76   | 127.8    |
| 12   | Fredriksen Group             | 9,541                 | 50   | 190.8    |
| 13   | Gener8 Maritime              | 9,086                 | 39   | 233.0    |
| 14   | Dynacom Tankers Management   | 8,868                 | 54   | 164.2    |
| 15   | Ocean Tankers                | 8,048                 | 85   | 94.7     |

## 定期船運行業務

### コンテナ船

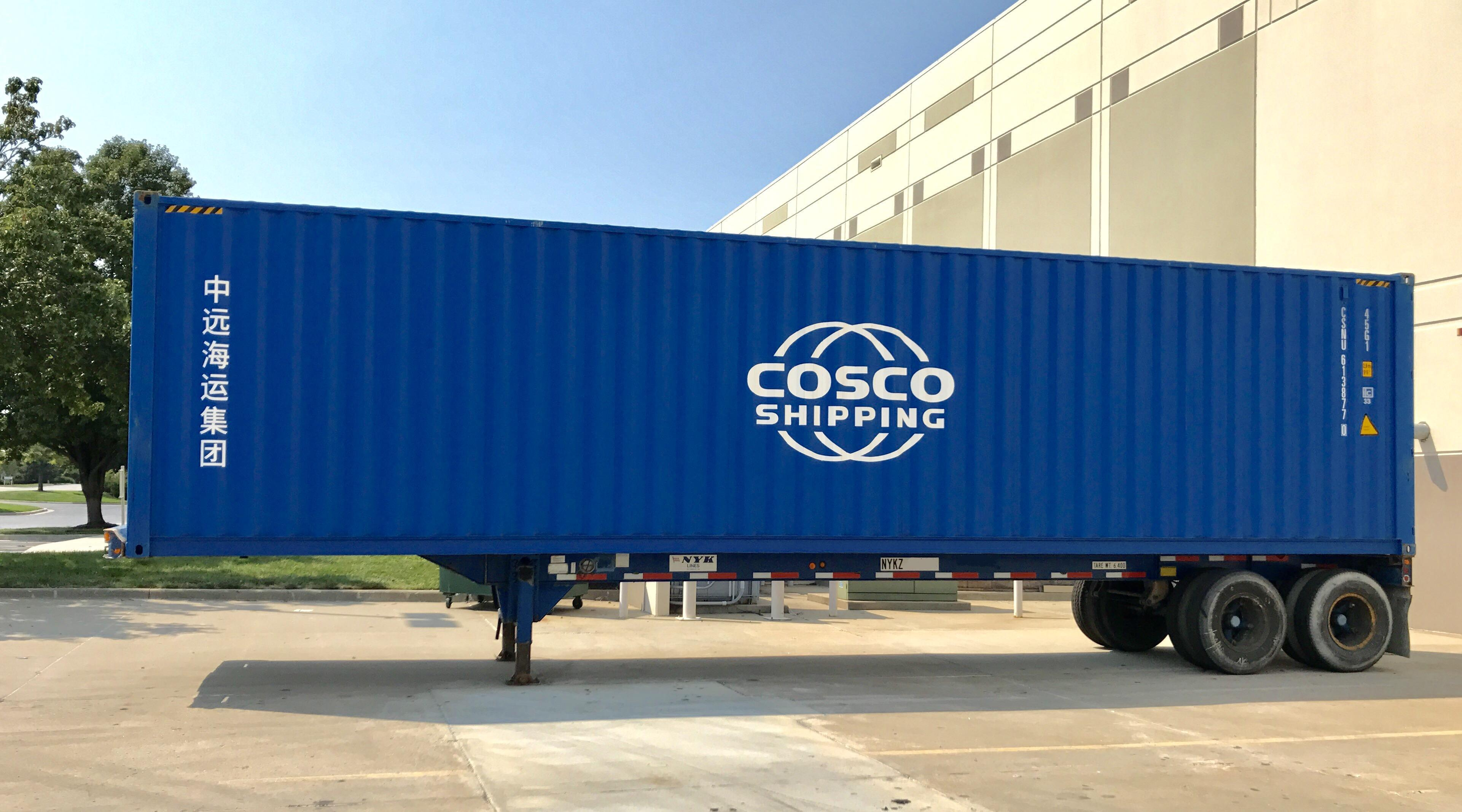
2016年より採用された
新デザインのコンテナ

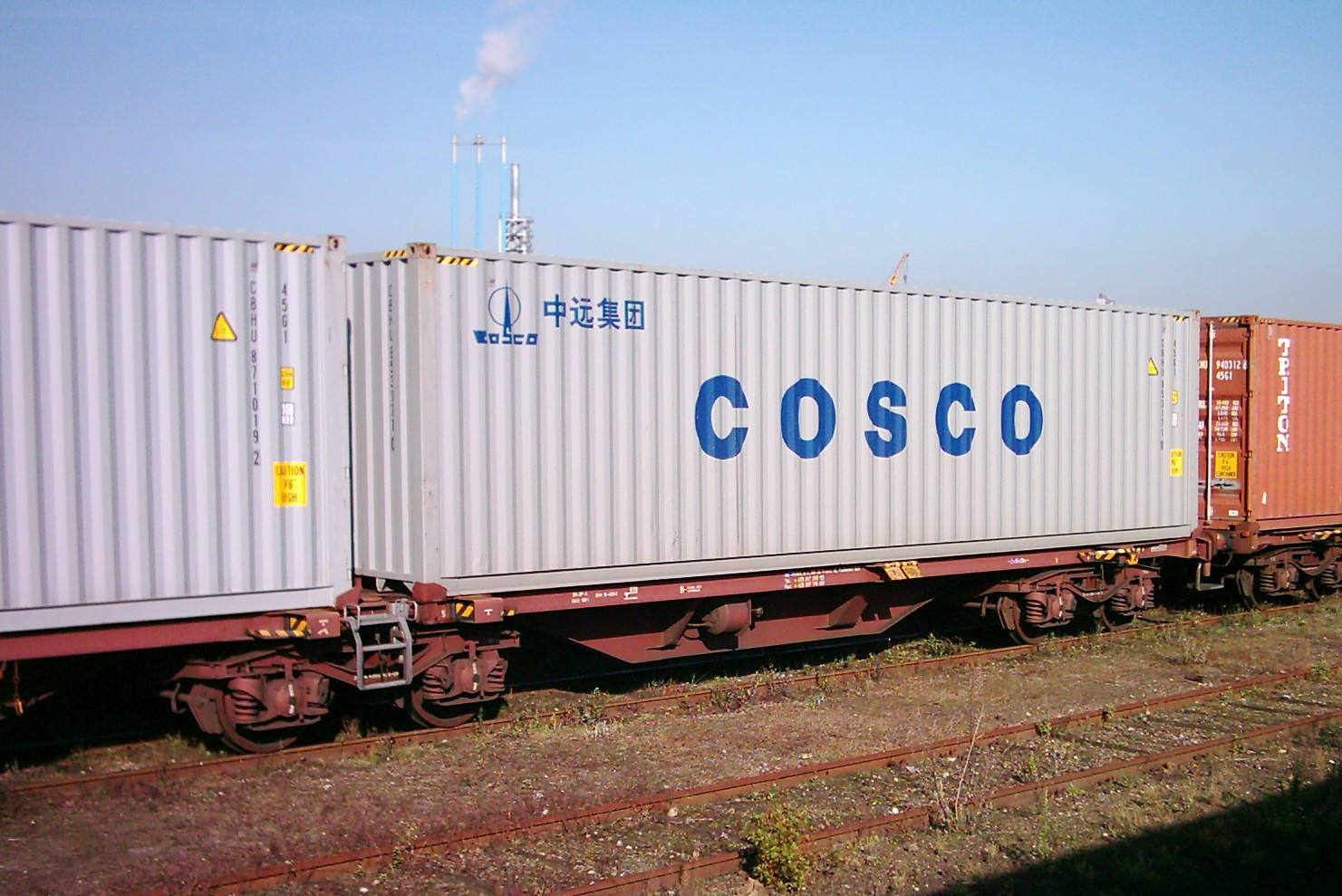
旧デザインのコンテナ

コンテナ船輸送業務は、上場中間持株会社の中遠海運控股股份有限公司(COSCO SHIPPING Holdings Co., Ltd.)の子会社の中遠海運集装箱運輸有限公司(COSCO SHIPPING Lines Co., Ltd.)が行う。2016年末現在、中国遠洋海運集団は、船腹量が世界第4位である。海運アライアンスは、オーシャン・アライアンス に所属し、フランスのCMA CGM、香港のOOCL、台湾の長栄海運と提携している。
2017年9月上旬に、中遠海運控股股份有限公司がコンテナ海運会社の東方海外貨櫃航運公司(OOCL)の親会社である東方海外(国際)有限公司(OOIL)を買収する提案を、国有資産監督管理委員会(SASAC)が実質的最大株主の立場で承認し、同年10月16日に開かれた中遠海運控股股份有限公司の臨時株主総会において、同社および上海国際港務(集団)股份有限公司がOOILの全株式を買収することを認める決議がなされ、翌2018年7月24日に株式取得を完了した。
| 順位 | 会社名           | TEU       | 隻数 | TEU/隻 |
| ---- | ---------------- | --------- | ---- | ------ |
| 1    | Maersk Line      | 3,071,164 | 600  | 5119   |
| 2    | MSC              | 2,788,808 | 456  | 6116   |
| 3    | CMA CGM          | 2,102,318 | 419  | 5017   |
| 4    | 中国遠洋海運集団 | 1,569,617 | 275  | 5708   |
| 5    | 長栄海運         | 996,366   | 189  | 5272   |
| 6    | ハパックロイド   | 923,235   | 162  | 5699   |
| 7    | Hamburg Süd      | 603,895   | 116  | 5206   |
| 8    | OOCL             | 566,981   | 93   | 6097   |
| 9    | 陽明海運         | 562,974   | 97   | 5804   |
| 10   | UASC             | 556,305   | 58   | 9591   |
| 11   | 商船三井         | 503,043   | 80   | 6288   |
| 12   | 日本郵船         | 488,969   | 93   | 5258   |
| 13   | HMM              | 447,699   | 65   | 6888   |
| 14   | PIL              | 355,532   | 128  | 2778   |
| 15   | 川崎汽船         | 355,029   | 62   | 5726   |

＊第6位のハパックロイドと第10位のUASCは、2017年5月に合併した。

### 海外の関連企業
コスコシッピングラインズジャパン株式会社は、日本国内のコンテナ船事業を統括するために、中国国務院所轄下の中国遠洋海運集団有限公司が日本国内に設立した企業である。傘下企業の中遠海運集装箱運輸有限公司(コスコシッピングラインズ)の100%出資で、コンテナ船事業における日本総代理店の役割を担っている。
従来、日本総代理店としてコスコ・ジャパン株式会社が担当してきた業務を、2004年12月に設立された新会社「コスコ・コンテナラインズジャパン」に移管。2005年1月1日より、新会社での業務を開始。その後、中国本国の親会社の社名変更に伴い、2017年1月1日付で現在の社名に変更した。
- コスコシッピングジャパン・トウホウ株式会社（東京都千代田区霞が関3-2-1、法人番号：2010001140008）
  - 1994年設立。
  - コンテナ船を除く各種船舶（バルカー、タンカー、重量物船、半潜水式船、自動車専用船、一般貨物船など）の代理店業務を担当。
- コスコシッピングロジスティックスジャパン株式会社（同住所、法人番号：4010001139816）
  - 2005年7月設立。
  - 輸出入混載業務、輸出入複合一貫輸送などを担当。

## コンテナターミナル運営業務
コンテナターミナル運営業務は、上場中間持株会社の中遠海運控股股份有限公司(COSCO SHIPPING Holdings Co., Ltd.)の上場子会社の中遠海運港口有限公司(COSCO SHIPPING Ports Limited)が行う。中遠海運港口有限公司は、2016年3月に中遠太平洋(COSCO Pacific)が中海港口発展(China Shipping Terminal Development)を吸収合併し、2016年8月に社名変更してできた会社である。合併前の中遠太平洋は、ピレウス、ロングビーチ、ナポリ、ロッテルダム、アントワープ、ポートサイドなどのコンテナターミナル運営会社へ出資をしてきた。合併前の中海港口発展は、高雄、ダミエッタ、ロサンゼルス、シアトルなどのコンテナターミナル運営会社へ出資してきた。両社とも積極的に海外のコンテナターミナル運営会社への影響力を拡大してきた。
| 順位 | 会社名                              | 取扱量(百万TEU) | 世界占有率(%) |
| ---- | ----------------------------------- | --------------- | ------------- |
| 1    | Hutchison Ports                     | 81.0            | 11.8          |
| 2    | APM Terminals                       | 69.3            | 10.1          |
| 3    | PSAインターナショナル               | 63.8            | 9.3           |
| 4    | COSCO Group                         | 62.8            | 9.2           |
| 5    | ドバイ・ポーツ・ワールド            | 60.5            | 8.8           |
| 6    | Terminal Investment Limited         | 36.2            | 5.3           |
| 7    | 招商局港口                          | 27.2            | 4.0           |
| 8    | China Shipping Terminal Development | 26.3            | 3.8           |
| 9    | Eurogate                            | 14.0            | 2.0           |
| 10   | 韓進海運                            | 13.5            | 2.0           |

＊資本10%未満の拠点は除いてある。
＊ステべドアリング事業、バージ事業での取扱量は除いてある。
＊2016年3月に第4位のCOSCO GroupのCOSCO Pacificは第8位のChina Shipping Terminal Developmentを買収し、2016年8月に中遠海運港口有限公司に社名変更した。
＊第7位の招商局港口は国有企業の招商局集団の子会社である。
＊第10位の韓進海運は2016年8月に経営破綻した。

## 商船・海上プラットフォームの建造修繕業務
商船および海上プラットフォームの新造および修繕業務は、グループ子会社の中遠海運重工有限公司(COSCO SHIPPING Heavy Industry CO.,LTD.)が、孫会社の中遠船務工程集団有限公司(COSCO Shipyard Group Co., Ltd.)、中遠造船工業公司(COSCO Shipbuilding Industry Company)、そして中海工業有限公司(China Shipping Industry Co., Ltd.)を束ね統括して行う。
中遠船務工程集団有限公司は傘下に3ヤードを保有し、主に大型タンカー、海上プラットフォームおよびオフショア作業船などの新造および修繕を行う。中遠造船工業公司は傘下に日本の川崎重工との合弁会社の2ヤードを保有し、主に各種大型商船の新造を行う。中海工業有限公司は傘下に8ヤードを保有し、その内の中海工業(江蘇)有限公司が大型商船の新造事業を行うほか、残りのヤードは主に船舶改造修繕事業を行う。